# Tomaspis fryi
Tomaspis fryi är en insektsart som beskrevs av William Lucas Distant 1909. Tomaspis fryi ingår i släktet Tomaspis och familjen spottstritar. Inga underarter finns listade i Catalogue of Life.